# Erythrocles monodi
Erythrocles monodi är en fiskart som beskrevs av Max Poll och Cadenat, 1954. Erythrocles monodi ingår i släktet Erythrocles och familjen Emmelichthyidae. Inga underarter finns listade i Catalogue of Life.